# 259
Cette page concerne l'année 259  du calendrier julien. Pour l'année 259 av. J.-C., voir 259 av. J.-C. Pour le nombre 259, voir 259 (nombre).
L'année 259 est une année commune qui commence un samedi.

## Événements
- 21 janvier : les diacres Augure, Euloge et l’évêque Fructueux sont brûlés vifs à Tarragone[1].
- 22 juillet : élection de l'évêque de Rome Denys (fin en 269)[2].

- Gallien bat les Alamans devant Milan et secourt le nord de l'Italie, mais ne peut pas reprendre le contrôle de toute la Rhétie et doit leur abandonner les Champs Décumates entre Rhin et Danube. Il mène une campagne sur le haut-Danube, où il conclut une alliance avec les Marcomans. Il aurait épousé Pipara, la fille d'un de leurs chefs[3].
- Invasion du nord de la Gaule par les Francs, qui avancent jusqu'aux Pyrénées[3], avant d'être repoussés par Postumus.

## Naissances en 259
- Mammès de Césarée, martyr chrétien.
- Jin Huidi, empereur chinois.

## Décès en 259
- 23 et 25 mai : Montanus, Lucius et leurs compagnons, martyrs à Carthage[4].